# Charles Harbutt
Charles Harbutt (29. července 1935 Camden, New Jersey – 30. června 2015 Monteagle, Tennessee) byl americký novinářský fotograf, dřívější prezident agentury Magnum Photos, profesor na Parsonově škole designu v New Yorku.

## Život a dílo
Harbuttovo dílo je hluboce zakořeněné v moderní fotografické dokumentární tradici. Za prvních dvacet let kariéry přispíval do hlavních časopisů ve Spojených státech, Evropě a Japonsku. Orientoval se převážně na vnitřní politické, sociální a ekonomické události. V roce 1959 byl na základě tří fotografií zveřejněných v Modern Photography byl pozván členy „ komunistického undergroundu“, aby dokumentoval kubánské revoluce, o které vydal později knihu Cuba Libre, 1959.

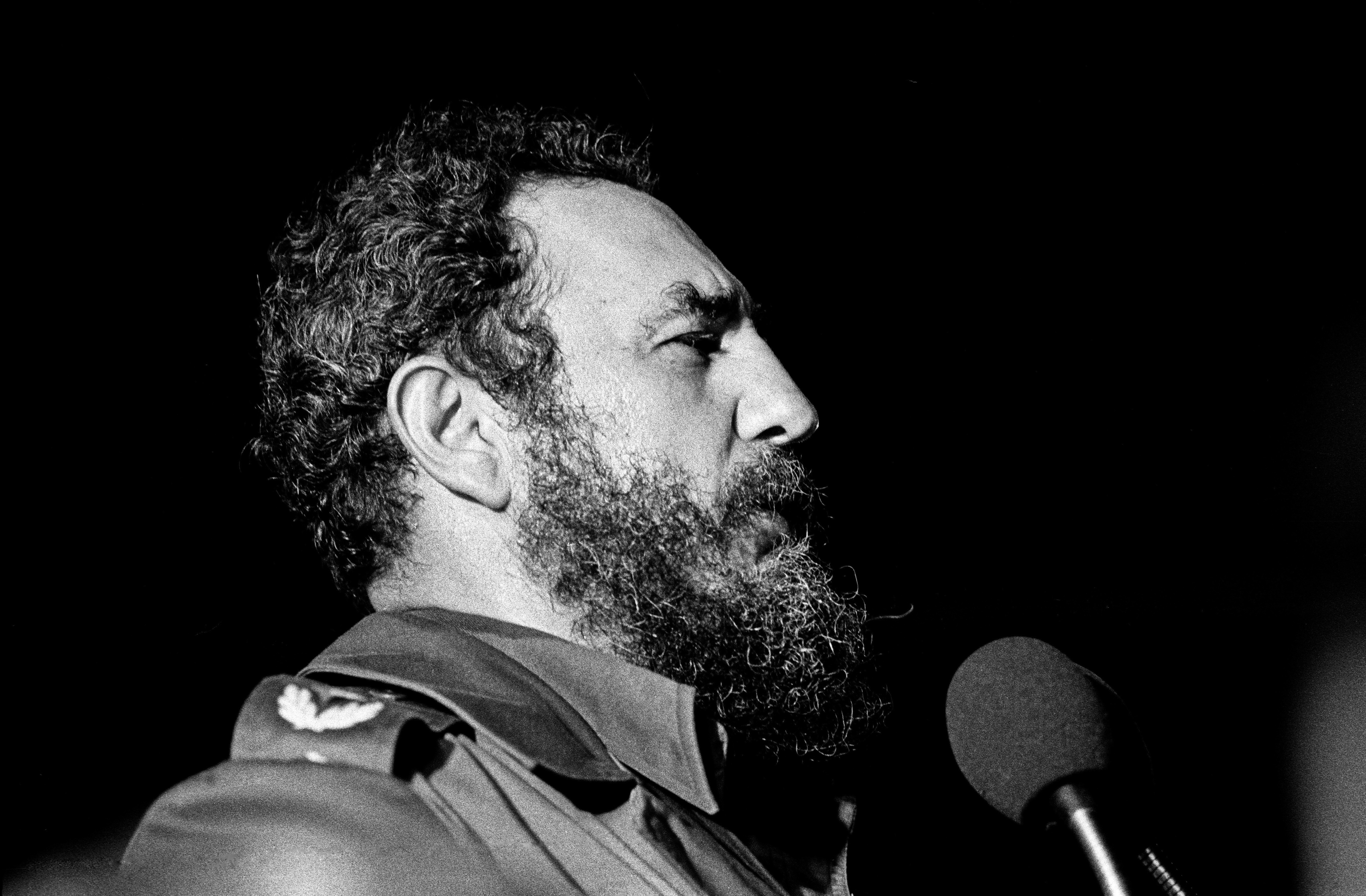
Fidel Castro, 1978, autor: Marcelo Montecino, ilustrační snímek

Harbutt vstoupil do agentury Magnum Photos a byl dvakrát zvolen předsedou organizace, poprvé v roce 1979. Skupinu opustil v roce 1981, poukazujíce na její zvyšující se komerční ambice a ve vlastní touze věnovat se své práci. Harbutt začal vést fotografické workshopy, vystavoval samostatně i ve skupině po celém světě, přidal se k fakultě na Parsonově škole designu na The New School jako profesor na plný úvazek. Zároveň přitom hostoval jako umělec na Massachusettském technologickém institutu, Art Institute of Chicago a Rhode Island School of Design. Harbutt byl zakládajícím členem Archive Pictures a je členem organizace American Society of Magazine Photographers.
Jeho práce byly (nebo stále jsou) vystavovány v Muzeu moderního umění, v Národním muzeu americké historie, galerii Corcoran, Americké kongresové knihovně, George Eastman House, Institutu umění v Chicagu, Mezinárodním centru fotografie, Centru kreativní fotografie, v Bibliotheque Nationale nebo v Europeene Maison de la Photographie v Paříži. Je zastoupen v Newyorské galerii Laurence Miller.
V roce 1997 získala jeho negativy, originální zvětšeniny a negativy instituce Center for Creative Photography (Centrum kerativní fotografie) v Tucsonu, Arizona.
V prosinci 2000 představil velkou výstavu svých prací v Centro de la Imagen v Mexico City a o čtyři roky později dostal medaili města Perpignan.

## Knihy

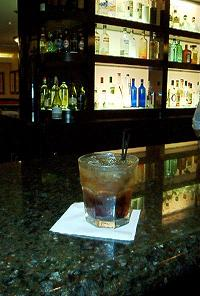
alkoholický koktejl Cuba Libre, ilustrační snímek

- America In Crisis (1969) (šedesátá léta v Magnum Photos)
- Travelog (1974)
- Progreso (1986)
- Cuba Libre, 1959' (2006)